# هارتا (مجارستان)
هارتا (به مجاری:  Harta) یک منطقهٔ مسکونی در مجارستان است. هارتا ۱۲۹٫۶۸ کیلومتر مربع مساحت و ۳٬۷۵۸ نفر جمعیت دارد.